# San Vito di Fagagna
San Vito di Fagagna är en ort och kommun i regionen Friuli-Venezia Giulia i Italien och tillhörde tidigare även provinsen Udine som upphörde 2018. Kommunen hade 1 676 invånare (2018).